# Calesia roseiventris
Calesia roseiventris là một loài bướm đêm trong họ Erebidae.